# 武冨豊
武冨 豊（たけとみ ゆたか、1954年2月16日 - ）は佐賀県出身の元陸上競技選手、現指導者。

## 人物
佐賀県立多久工業高等学校時代に全国高等学校総合体育大会陸上競技大会（インターハイ）5000mに出場。予選会となる北九州総体で4位に入賞して全国大会出場を決めたが、そのときの優勝は喜多秀喜、2位は宗茂、3位は宗猛と上位入賞者は全て後のオリンピック代表（ただし喜多は幻の1980年モスクワオリンピックのみの代表）だった。
1972年に神戸製鋼所に入社。喜多秀喜らとともに陸上部の中心選手となる。
1978年にボストンマラソンで9位入賞、1979年に別府大分毎日マラソンで1位と0.3秒差の2位。翌1980年に同マラソンで優勝。 
1984年には全日本実業団30キロロードレースで優勝している。その神戸製鋼所陸上部コーチをつとめ、1992年に天満屋のヘッドコーチに、1996年には監督に就任した。2013年には総監督に就任したが、2017年には監督に復帰した。2024年3月で監督を退任し、専任コーチに就任。2025年3月で専任コーチを退任。
2000年シドニーオリンピックでは山口衛里、2004年アテネオリンピックでは坂本直子、2008年北京オリンピックでは中村友梨香、2012年ロンドンオリンピックでは重友梨佐と、4大会連続でオリンピックの女子マラソン日本代表に送り出している。そのうち山口と坂本の二人が、ともに五輪7位入賞に導いた。
現在は日本陸上競技連盟長距離・ロード特別対策委員会のスタッフに入り、女子マラソン部長として強化・育成の指揮を執っている。

## 人間関係
元プロ野球選手の加藤博一は、武冨の佐賀県立多久工業高等学校の2年先輩に当たり、高校時代の駅伝大会で野球部から助っ人で出場した加藤と共に出場した。武冨と加藤は加藤が亡くなるまで親交があった。

## 現役時代 マラソン全成績
1. 2時間19分26秒　 　10位　1976年別府大分毎日マラソン
2. 2時間34分15秒　　 54位　1976年びわこ毎日マラソン
3. 2時間23分19秒6　　8位　1976年防府読売マラソン
4. 2時間32分30秒　 　57位　　1977年別府大分毎日マラソン
5. 2時間17分39秒6　　2位　1977年防府読売マラソン
6. 2時間14分35秒　　　9位　1978年ボストンマラソン
7. 2時間20分19秒3 　10位　1978年コシツェマラソン
8. 2時間15分06秒4　　優勝　1978年防府読売マラソン
9. 2時間13分29秒4　　2位　1979年別府大分毎日マラソン
10. 2時間15分19秒　　2位　1979年エンスヘデマラソン
11. 2時間12分47秒　 10位　1979年福岡国際マラソン（モスクワ五輪選考会）
12. 2時間13分29秒　　優勝　1980年別府大分毎日マラソン
13. 2時間15分37秒　　4位　1980年ミルトンケイネス・イギリス選手権マラソン
14. 2時間20分33秒　 15位　1980年モントリオールマラソン
15. 2時間11分27秒　　9位　1980年福岡国際マラソン　（生涯自己最高記録）
16. 2時間16分15秒　　4位　1981年別府大分毎日マラソン
17. 2時間17分04秒　　3位　1982年防府読売マラソン
18. 2時間44分10秒　 33位　1983年北京国際マラソン
19. 2時間15分36秒　 17位　1983年福岡国際マラソン（ロス五輪選考会）
20. 2時間26分41秒　 58位　1984年東京国際マラソン
21. 不明　　　　　　643位　1984年ニューヨークシティマラソン
22. 2時間15分47秒　 17位　1984年福岡国際マラソン
23. 途中棄権　　　　　　　1986年別府大分毎日マラソン
24. 2時間31分26秒　　優勝　1986年グアムマラソン
25. 2時間25分28秒　 29位　1987年別府大分毎日マラソン
26. 2時間19分03秒　 42位　1987年福岡国際マラソン（ソウル五輪代表選考会）
27. 2時間20分23秒　 45位　1988年ロンドンマラソン
28. 2時間23分52秒　　3位　1988年大田原マラソン
29. 2時間29分51秒　 10位　1990年篠山マラソン
30. 2時間27分55秒　　2位　1990年玉造マラソン
31. 2時間36分10秒　 14位　1991年篠山マラソン